# HD 952
HD952 є хімічно пекулярною зорею спектрального класу
A1 й має видиму зоряну величину в
смузі V приблизно  6.2.
Вона знаходиться у сузір'ї Андромеди й розташована на відстані близько 290 світлових років від Сонця.

## Фізичні характеристики
Зоря HD952 обертається порівняно швидко навколо своєї осі. Проєкція її екваторіальної швидкості на промінь зору становить Vsin(i)= 75км/сек.

## Пекулярний хімічний вміст
Зоряна атмосфера HD952 має підвищений вміст Si.